# Ruská Voľa
Ruská Voľa je obec na Slovensku v okrese Vranov nad Topľou. Žije zde 86 obyvatel.

## Poloha
Obec se nachází v jižní části Nízkých Beskyd v Ondavské vrchovině, v pramenné oblasti Volianského potoka v povodí řeky Topľa. Mírně zvlněné území leží v nadmořské výšce v rozmezí 270–415 m, střed obce leží ve výšce 299 m n. m. Povrch je tvořen souvrstvími terciérního flyše. Lesní porost je tvořen buky a duby.
Obec je vzdálena 13 km od Hanušovců nad Topľou a 35 km od Vranova nad Topľou.

### Sousední obce
Sousedními obcemi jsou na severu Kručov, na severovýchodě a východě Lomné, na jihovýchodě Bžany, na jihu a jihozápadě Matiaška, na západě Kobylnice a na severozápadě Giraltovce a Fijaš.

## Historie
První písemná zmínka o obci pochází z roku 1357, kde je uváděna jako Wolya, další historické názvy jsou Fias z roku 1773, Oross Wolya z roku 1786 a Ruská Wola z roku 1808 a od roku 1920 jako Ruská Voľa, maďarsky Oroszvolya, Kisszabados. Obec byla založena podle zákupního práva jako potoční řadová zástavba a patřila panství Čičava. V roce 1427 obec platila daň z 28 port. Podle soupisu z roku 1715 byla tehdy ves již 30 let pustá, v roce 1720 obec platila daň ze čtyř port, v roce 1787 patřily vesnické statky Forgáchům a Mattyaszovským. V roce 1787 měla ves 18 domů a 139 obyvatel, v roce 1828 žilo v 22 domech 386 obyvatel. V letech 1850–1910 se mnoho obyvatel vystěhovalo.
Do roku 1918 patřila obec, která ležela v Šarišské župě, k Uherskému království a poté k Šarišské župě v Československu a Československu a následně Slovensku. V době první republiky byli obyvatelé zaměstnáni jako zemědělci a lesní dělníci. Před Slovenským národním povstáním a během něj v oblasti působila partyzánská skupina. Po druhé světové válce bylo v roce 1969 založeno místní Jednotné zemědělské družstvo (zkratka JRD), část obyvatel dojížděla za prací do okolí, další pracovali jako lesní dělníci v Čechách.

## Chrám
Filiální řeckokatolický chrám Ochrany Nejsvětější Bohorodičky z roku 1858 náleží pod řeckokatolickou farnost Matiaška archeparchie prešovské. Chrám je jednolodní pozdně klasicistní stavba s půlkruhovým zakončením kněžištěm a věží. Po druhé světové válce prošel rekonstrukcí, kdy byla postavena nová věž. Interiér má ploché stropy, zlatě zdobený hlavní oltář a dva boční oltáře. Fasády jsou hladké s půlkruhovými okny. Otevřené podvěží je postavené na dvou pilířích, věž je zakončena stanovou střechou s báni. Do věže vede otevřené venkovní schodiště.